# Pangrapta cana
Pangrapta cana là một loài bướm đêm trong họ Erebidae.